# Altoufievski
Altoufievski (Муниципальный округ Алтуфьевский) est un district municipal de la ville de Moscou, capitale de la Russie, dépendant du district administratif nord-est.
Son nom vient du fait de la présence, sur son territoire, du château d'Altoufievo.

## Histoire
À la fin du XVIe siècle et au début du XXe siècle, le territoire de l'actuel district d'Altoufievo était occupé par les terres du village de Bibirevo et des faubourgs du hameau de Slobodka (mentionné pour la première fois en 1584, son territoire fait aujourd'hui presque entièrement partie du district d'Otradnoïe), ainsi qu'une petite lande appelée Vorobiovo, détachée du village de Degounino pour être rattachée au village de Vladykino.
Le district a été créé en 1991 à partir des microdistricts de Beskoudnikovo-2 (territoire de l'ancien district de Timiriazevo de Moscou) et de Bibirevo-10 (territoire de l'ancien district de Kirov de Moscou). Il tire son nom de la chaussée d'Altoufievo qui le traverse, mais il n'a pas de lien direct avec le village d'Altoufievo, situé sur le territoire du district de Lianozovo. Le village de Beskoudnikovo, qui constitue environ la moitié du territoire du district d'Altoufievo et l'ensemble du territoire de Degounino Est, n'a pas non plus de lien direct avec le district de Beskoudnikovo de Moscou, nommé d'après le village de Beskoudnikovo.
En 1938, le village de Vorobiovski a obtenu le statut de commune urbaine et a été renommé Beskoudnikovo, car il était adjacent à la gare de Beskoudnikovo de la ligne de chemin de fer Saviolovo de Moscou (cependant, les briqueteries d'avant la révolution situées sur ce territoire figurent encore aujourd'hui sur les armoiries du district de Bibirevo, auquel ces terres appartenaient auparavant).
Dans les années 1930, une gare du même nom que le hameau de Slobodka a été aménagée à proximité, sur la ligne de chemin de fer de Beskoudnikovo. À la même époque, à Slobodka (aujourd'hui rue Pomorskaïa, à l'extrême sud du district d'Altoufievo, séparée des quartiers résidentiels par la ligne de chemin de fer de Beskoudnikovo), ont été établis le camp spécial du Goulag du NKVD de Beskoudnikovo (fermé en 1953) et la base centrale du Goulag, qui ont initialement soutenu la construction du canal Moscou-Volga.
En 1960, le territoire de l'actuel district d'Altoufievo a été intégré à la ville de Moscou. À partir du milieu des années 1970, il a été construit avec des immeubles résidentiels de grande hauteur.

Le 19 octobre 2010, le gouvernement de Moscou a approuvé la création de la Maison des communautés de Moscou sur le site du cinéma «Mars», alors fermé. Cependant, en 2018, le cinéma «Mars» a été démoli, et en 2020, un nouveau centre commercial avec des magasins, des cafés et des espaces pour des ateliers a été construit à sa place. Le bâtiment abrite également un cinéma.

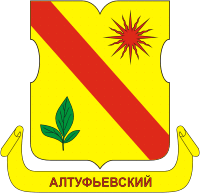
Armes du district
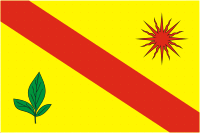
Drapeau du district